# Wurmaulspitze
Wurmaulspitze (italienska: Cima di Valmala) är ett berg i Italien. Det ligger i Sydtyrolen, i den norra delen av landet. Toppen på Wurmaulspitze är 3 022 meter över havet, eller 421 meter över den omgivande terrängen.
Den högsta punkten i närheten är Grabspitz, 3 059 meter över havet, norr om Wurmaulspitze.
Trakten runt Wurmaulspitze består i huvudsak av kala bergstoppar och alpin tundra.